# Commutateur téléphonique
Pour les articles homonymes, voir Commutateur.
 (septembre 2022).

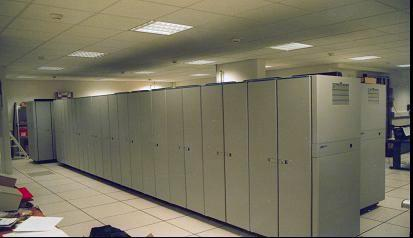
Un commutateur téléphonique public dans une salle d'équipements d'un opérateur. Il s'agit ici du commutateur numérique de Nortel.

Dans le réseau téléphonique commuté, un commutateur téléphonique met en relation deux correspondants suivant des règles fondées sur le numéro composé par l'appelant.
Plusieurs commutateurs peuvent s'enchaîner entre l'appelant et le destinataire.
Le choix d'un canal sur un équipement périphérique destinataire d'un appel s'appelle la sélection. La sélection suit des règles d'acheminement qui sont programmées dans chaque commutateur. Un circuit s'établit de proche en proche entre l'appelant et l'appelé. Les ressources utilisées (intervalles de temps en commutation temporelle) sont occupées tout au long de la communication entre l'appelant et l'appelé.
Nous pouvons distinguer :
- Les commutateurs publics (ceux des opérateurs de télécommunications : commutateurs d'accès ou de transit)
- et les PABX ou « commutateurs privés » (ceux des entreprises clientes des opérateurs de télécommunications).

Le commutateur est un endroit privilégié pour l'enregistrement des conversations téléphoniques conformément à la législation en vigueur : commutateurs privés pour les numéros d'urgence et les établissements financiers, commutateurs publics pour les écoutes judiciaires.
L'enregistrement s'effectue avec un équipement tiers spécialisé, relié au commutateur.

## Fonctionnement
La description qui suit, sans nuire à la généralité, utilise la terminologie et l'exemple du plan de numérotation français. Le principe peut ne pas être totalement identique dans d'autres pays (Canada, Suisse, Belgique, Maroc, Tunisie, Algérie...).
Description de la façon dont un appel est traité dans un système de commutation à barres croisées :
Quand un utilisateur décroche, sa ligne est reliée à un « enregistreur ». L'organe qui assure l'établissement de cette liaison est un «marqueur». Quand l'utilisateur compose le numéro de son correspondant, l'enregistreur va analyser les chiffres les uns après les autres. Supposons que nous soyons en France en 1980, un numéro de téléphone a 6 chiffres à cette époque dans ce pays. Chaque chiffre est nommé. Les différents noms sont P,Q,M,C,D,U (centaines de milliers, dizaines de milliers, M: milliers, C: centaines, D: dizaines, U: unités). Un commutateur à cette époque gère 20 000 clients. Ces enregistreurs sont câblés de telle façon que certaines combinaisons de PQ appartiennent aux clients de ce commutateurs, alors que les autres combinaisons ne sont pas gérées par ce commutateur. Dans notre exemple, notre commutateur gère les PQ 35 et 36 (il ne gère que 20 000 clients au maximum).
- Si l'utilisateur a composé le 37 87 38, alors le commutateur sait qu'il ne pourra gérer l'acheminement de ce numéro. Il va donc confier la gestion de ce numéro à un commutateur qui est centralisé et qui interconnecte de nombreux commutateurs d'abonnés. Ce commutateur qui interconnecte les autres est appelé « commutateur de transit ». La façon dont notre commutateur d'abonné confie la gestion de l'appel au commutateur de transit est très simple, il va se comporter comme un simple poste téléphonique vis-à-vis de celui-ci et lui envoyer tous les chiffres du numéro.
- Si l'utilisateur a composé le 35 87 38, alors le commutateur sait qu'il doit gérer ce numéro. Il va donc examiner les chiffres suivants. Il sait que le PQ 35 est géré au deuxième étage, et que le chiffre M correspond à la rangée de matériel. Dans la huitième rangée de matériel (M=8), qui fait 10 mètres de long et 2 de haut, il y a 10 marqueurs spécialisés dans le traitement des C, chacun dans une baie. Dans la septième baie de cette rangée (C=7), il y a 10 racks, un pour chaque chiffre D. Dans le troisième rack à partir du sol (D=3), il y a 10 connexions à des clients. La huitième est celle du client qui doit recevoir l'appel (U=8). L'enregistreur ayant complètement déterminé le chemin entre l'abonné demandeur et l'abonné demandé, va donc ordonner à un marqueur de sélection d'établir un chemin entre les deux abonnés. En effet, quand un marqueur veut établir un chemin correspondant à un chiffre, il doit demander à un élément d'établir une connexion entre une ligne d'entrée donnée et une ligne de sortie vers une certaine direction.

La ligne en entrée est déterminée par le câblage du client appelant. Il faut déterminer la ligne en sortie vers la bonne direction. Pour simplifier on va dire qu'il y a 4 lignes en entrée (4 clients) L1 à L4 et 4 directions supportant un seul client à la fois D1 à D4. Le marqueur se demande s'il existe pour la ligne L2 qui est reliée à l'abonné demandeur par une paire de fils en cuivre, une sortie vers la direction D1. Le marqueur possède une mémoire de l'état occupé ou libre de tous les points de connexion. S'il y a un point de connexion libre, il va donc lui demander de passer en état occupé, c’est-à-dire relier la ligne L2 à la sortie D1.
- Dans les commutateurs rotatifs les points de connexions sont matérialisés par un grand nombre de connecteurs électriques assemblés de façon concentrique autour d'un axe.
- Dans les commutateurs crossbar, les éléments mécaniques (les multisélecteurs) sont organisés en tableau à deux entrées comme dans le schéma.
- Pour les commutateurs spatiaux les éléments mécaniques du crossbar sont remplacés par des éléments électromécaniques miniaturisés (des minisélecteurs) qui tiennent sur des circuits imprimés.
- Pour les commutateurs temporels, les éléments du crossbar sont remplacés par des commutateurs basés sur le multiplexage temporel plutôt que spatial. Le multiplexage temporel utilise le MIC, technologie de modulation brevetée en 1937, pour coder la voix et la transmettre sur des liens E1 ou T1, selon les pays, qui transportent chacun jusqu'à 23 ou 31 canaux vocaux multiplexés.

## Histoire

### En France

#### Différents types de commutateurs automatiques
Concernant la France, le réseau téléphonique de Paris intra-muros fut entièrement automatisé en 1939, juste avant la déclaration de guerre de la France à l'Allemagne. La totalité de l’Île-de-France ne sera automatisée qu’en 1975, et la totalité de la métropole en 1979 soit 66 ans après le début de l'automatisation du réseau en 1913. En France, existèrent :

##### Les commutateurs électromécaniques de type rotatif

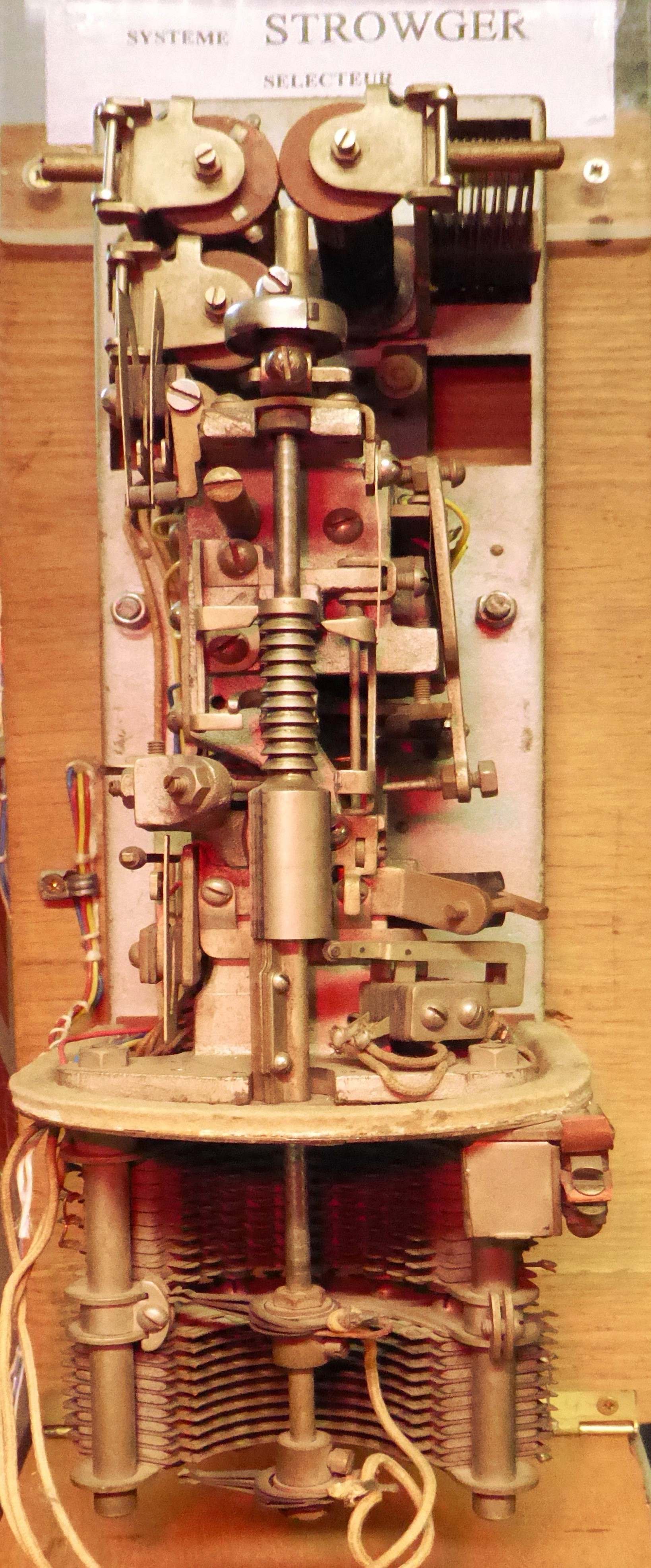
Télégraphie, Systeme Strowger.

Les premiers commutateurs conçus sont électromécaniques et à organes tournants, aujourd'hui totalement obsolètes. Coexistent en France les systèmes de type pas à pas (Strowger, famille R6 et SRCT) et les systèmes de type à impulsions de contrôle inverses (AGF500 et famille Rotary). Le premier commutateur de type rotatif est installé en 1913, le plus récent est installé en 1971, les dernières extensions sont commandées en 1978 et le dernier commutateur à organes tournant est démonté en 1984, avant le changement du Plan de numérotation téléphonique en France (basculage à 8 chiffres le 25 octobre 1985 à 23H00). De par son architecture et pour ne pas trop complexifier l’ensemble, chaque commutateur à organes tournants ne peut prendre en charge qu’un maximum de 10 000 abonnés.
La recherche et le développement sur les commutateurs est en grande partie assumée par un organisme public, le CNET, implanté en partie en Bretagne.

###### STROWGER
Ce commutateur sans enregistreur de numéros et à contrôle direct est inventé par Almon Strowger aux États-Unis en 1891, premier modèle de commutateur automatique mis en service en France, le 19 octobre 1913, à Nice Biscarra. Il est fabriqué sous licence Strowger Automatic Telephone Exchange Company par la Compagnie française pour l'exploitation des procédés Thomson-Houston. Il est équipé de sélecteurs rotatifs semi-cylindriques à 100 points de sortie (10 lignes téléphoniques de sortie sélectionnées par niveau, sur 10 niveaux empilés en hauteur). Un commutateur STROWGER fonctionne de manière saccadée, en mode pas à pas, littéralement télécommandé en temps réel par chaque impulsion numérotée au cadran de l’abonné demandeur, chiffre par chiffre, chaque chiffre sélectionnant successivement la position de son sélecteur. Ce mode d’établissement de communication de manière automatique est le plus élémentaire. Il est parfaitement adapté aux débuts de l’automatisation du réseau téléphonique alors que le maillage reste encore relativement simple et peu dense. Les commutateurs de type STROWGER été retenus uniquement pour la province. Le STROWGER le plus récent est mis en service en 1932 à Lyon. Le dernier est démonté en 1979 à Bordeaux.

###### AGF 500
Fabriqué par la société LM Ericsson, mis au point en 1922, ce commutateur d'origine suédoise est équipé d'enregistreurs de numéros et de sélecteurs volumineux disposés en éventails constitués d’éléments rotatifs de base (modèle RVA avec balais de nettoyage des contacts intégrés) horizontaux en forme de plateau à 25 positions tournant à 90° groupés par 20 éléments, donnant 500 points de sortie (25 positions angulaires de sortie pour 20 positions commandées radialement en hauteur correspondant à 20 lignes possibles pour chaque position angulaire). Il est capable de gérer jusqu'à 10.000 abonnés par cœur de chaîne si toutes les volumineuses extensions possibles sont installées ; unique mise en service en 1924 en France, à Dieppe. Ce commutateur fut remplacé en 1960.

###### ROTARY 7A1
Cette variante française est dérivée du système ROTARY 7A, équipé à l'origine d'embrayages magnétiques des arbres rotatifs distribuant l’énergie motrice au commutateur. Le ROTARY 7A1 est lui équipé d'embrayages mécaniques des arbres rotatifs plus robustes. Comme le ROTARY 7A d'origine provenant des États-Unis et conçu et mis au point en Belgique par la Western Electric filiale d'AT&T en 1914, il est équipé d'enregistreurs-traducteurs qui permettent, par rapport aux systèmes fonctionnant en pas à pas d’économiser des baies de sélecteurs et des étages de sélection en enregistrant les Préfixes des numéros téléphoniques demandés (2 chiffres en province, 3 caractères pour la Région Parisienne) afin de déterminer directement une route « calculée » par le traducteur qui va analyser ces préfixes par bloc. Une fois le centre téléphonique à contacter déterminé, le traducteur commande en différé la rotation des sélecteurs nécessaires à l’établissement de la communication en activant les bonnes commandes d’embrayages qui vont connecter juste le temps nécessaire les arbres d’entraînement rotatifs des sélecteurs choisis pour les positionner sur les bonnes positions, et les débrayer au bon moment par un système d’impulsions de contrôle inverses. Ainsi, tout commutateur de modèle ROTARY fonctionne de manière régulière et harmonieuse. Il est pourvu de sélecteurs rotatifs semi cylindriques à 300 points de sortie (30 lignes téléphoniques de sortie sélectionnées par niveau, sur 10 niveaux empilés en hauteur). Il est capable de gérer jusqu'à 10.000 abonnés par cœur de chaîne, si toutes les volumineuses extensions possibles sont toutes installées. L'automatisation du réseau de Paris est décidée en 1926. Le premier ROTARY 7A1 conçu à partir de 1922 est mis en service dès 1927 à Nantes. Finalement le ROTARY 7A1 est retenu pour Paris dès 1928 par souci d'homogénéisation du réseau parisien et ce malgré la conception entre-temps en 1927 d'une seconde variante : le ROTARY 7A2. Premier central téléphonique automatique mis en service dans Paris (Carnot), 23 rue de Médéric : le 22 septembre 1928 à 22 Heures, en présence du Ministre du Commerce, de l’Industrie, des Postes et Télégraphes Henry Chéron ! Il s’agit d’un ROTARY 7A1. Le second ROTARY 7A1 de Paris sera mis en service au Centre Téléphonique des Gobelins le 20 juillet 1929 ; il y a assuré un service satisfaisant jusqu’au 7 juillet 1982, soit 53 ans. Le ROTARY 7A1 le plus récent de France est installé en 1952. Le dernier ROTARY 7A1 de France, celui de Paris-Alésia (à Montrouge), est désactivé le 26 juin 1984.

###### ROTARY 7A2
Cette nouvelle variante française est conçue en 1927 dans les laboratoires parisiens d'ITT à partir du système ROTARY 7A1. Cette version améliorée est en effet nouvellement pourvue de sélecteurs de débordements de sécurité améliorant encore la capacité d'écoulement du trafic téléphonique ; c’est ce que l’on nomme l’acheminement supplémentaire de second choix. La variante ROTARY 7A2 est le système à organes tournants le plus développé, mais aussi le plus cher. Il n’est pas déployé en France bien qu’y étant conçu, mais est adopté par plusieurs pays, dont notamment l’Espagne dès la fin de la guerre civile.

###### R6 (sans enregistreur de numéros)
Ce commutateur à contrôle direct, dont le nom officiel est ROTATIF 1926, car mis au point en 1926, encore rencontré sous le nom semi abrégé ROTATIF 6, est implanté dans les villes moyennes de province dès la fin de 1928 en commençant par Troyes, ce système français de type pas à pas étant un hybride qui s'inspire à la fois des systèmes Rotary et Strowger. Il est de surcroît simplifié à l'extrême pour être le moins coûteux possible. Par contre, il est équipé d’Orienteurs à 11 positions (1 position de repos et 10 autres positions pour les 10 chiffres du cadran), un nouveau groupe d’organes de contrôle commun à plusieurs sélecteurs à la fois qui permettent de dissocier clairement la fonction de réception des chiffres composés par l'abonné de la fonction de recherche et de connexion de la liaison. Chaque étage de sélecteurs est équipé de son groupe d’Orienteurs. Chaque Orienteur, qui fonctionne en mode pas à pas, n’est utilisé que pendant la réception des chiffres numérotés au cadran du téléphone de l’abonné, puis est libéré pour aller traiter une autre communication à établir. Dans le système R6, la notion de point de sélection ne revêt plus la même importance, l'architecture étant différente des autres types de commutateurs : en effet, l’astuce consiste à remplacer les sélecteurs semi cylindriques ou à plateau des systèmes précités qui à la fois tournent horizontalement et accomplissent aussi des mouvements ascensionnels par de simples commutateurs rotatifs semi-circulaires à 51 plots, dédoublés par une astuce de commutation à relais, soit un élément de sélection uniquement rotatif à 102 directions. Ainsi, dans le système ROTATIF 1926, les éléments ne font plus que tourner horizontalement, et n’accomplissent jamais de mouvements de haut en bas ou de bas en haut, d’où un prix de revient moindre que tous les autres systèmes à organes tournants conçus jusques à présent. Ce système fut développé par l'Ingénieur français Fernand Gohorel de la Compagnie des Téléphones Thomson-Houston, en raison du coût élevé des ROTARY 7A, 7A1 et 7A2 américains. 26 commutateurs ROTATIF 1926 à contrôle direct sont installés en France, le plus récent est installé en 1939 à Besançon.

###### R6 (avec enregistreurs de numéros)
Ce commutateur est mis en conception pour les villes de province de plus grande importance dès 1930. Ce système est aussi un hybride qui s'inspire des systèmes Rotary et Strowger, mais il est simplifié et moins coûteux. Bien qu’étant plus coûteux qu'un R6 à contrôle direct, il permet une meilleure souplesse dans l'acheminement des communications, tout en restant moins performant que les ROTARY 7A, 7A1 et 7A2. Un commutateur R6 avec enregistreurs est un commutateur R6 à contrôle direct dont les Orienteurs du premier étage de sélecteurs ont été remplacés par des enregistreurs de numéros qui commandent en différé, après analyses des préfixes, les orienteurs des étages de sélecteurs suivants pour acheminer de manière plus souple et plus optimale les communications en son propre sein pour les abonnés locaux, ou vers les centres de transit pour les abonnés plus éloignés. L'agglomération Lille-Roubaix-Tourcoing est équipée en premier de ce système en 1933. Le déploiement du ROTATIF 1926 avec enregistreur de numéros est totalement interrompu en province dès la déclaration de guerre, et ne reprendra qu'en 1945. Il se poursuivra jusqu'à l’arrivée de la version modernisée en 1949.

###### ROTARY 7D
Ce prototype expérimental est installé en 1937 à Angers, en vue d'équiper la banlieue de Paris par la société LMT, mais n'est finalement pas retenu en France pour déploiement. Il est par contre massivement déployé dans les campagnes de Grande-Bretagne et constitue un meilleur produit que notre système automatique-rural en déploiement dans nos campagnes.

###### R6 N1 (normalisé type 1)
Ce commutateur à enregistreurs, chacun d'entre eux étant associé à un seul traducteur séparé et à relais, est mis en service en France dès 1949 à Rouen, par la CGCT. Ces commutateurs ROTATIF 1926 Normalisés de type 1 sont équipés de nouveaux traducteurs aussi efficaces que ceux des ROTARY 7A1 utilisés dans le réseau parisien, afin de préparer l’automatisation à venir de l’interurbain automatique. Le ROTATIF 1926 N1 le plus récent est mis en service en 1959.

###### ROTARY 7A normalisé
Il est mis au point sur Paris, (avec réduction de coût de 15%) en 1949, issu de l'expérience acquise durant les 21 années d'utilisation en France. Le ROTARY 7A NORMALISÉ le plus récent est mis en service en 1954.

###### SRCT
De l'acronyme Service des Recherches et du Contrôle Technique l'ayant conçu, c'est un petit autocommutateur fabriqué à partir de matériel R6, de catégorie secondaire et en conséquence destiné au déploiement dans les campagnes, dans le but de remplacer le système dit automatique-rural qui était en fait semi-automatique déployé à partir de 1935 sur instruction de Georges Mandel, Ministre des PTT. Conçu par l'Ingénieur en chef des Télécommunications Albert de Villelongue, le SRCT permet d'automatiser les campagnes. La capacité typique de raccordement est de 900 lignes d’abonnés. Le premier SRCT est inauguré à Perros-Guirec en 1950.

###### L43
De son nom complet LESIGNE 43, c'est un commutateur utilisant le même matériel que le R6 N1 mais il adopte un principe de sélection différent, sans dispositif Orienteur. En effet, dans ce système, les sélecteurs sont actionnés directement par les enregistreurs, à l’aide d’un réseau de commande par fils distincts des fils véhiculant les conversations téléphoniques. Mis en service en France dès juillet 1951 à Nancy. Bien que n’ayant pas été massivement déployé, ce modèle de commutateur a toutefois permis une mise en concurrence des différents constructeurs, et amènera à la mise au point ultérieure d’une nouvelle version améliorée des commutateurs R6. Un total de 13 commutateurs L43 est mis en service en France. Le LESIGNE 43 le plus récent est mis en service en 1960.

###### ROTARY 7A à chercheurs
Équipé de sélecteurs simplifiés et modifiés à un seul mouvement imitant le R6, il est implanté à Belle-Épine, en 1953. Cette variante prototype préfigurant le ROTARY 7B1.

###### ROTARY 7B1
Issu du ROTARY 7B conçu aux États-Unis depuis 1927, il est mis au point en France tardivement par la société LMT. Beaucoup plus économique que les ROTARY 7A, 7A1 et 7A2, mais avec une capacité d'écoulement moindre car n'étant équipé que de sélecteurs à un seul mouvement, comme le R6. Il est également plus sécurisé face aux risques d’incendie, grâce au remplacement des isolants en tissus par des isolants en matières synthétiques. Le premier est installé à Enghien-les-bains en 1954. Il est largement déployé dans Paris dès 1955. Le ROTARY 7B1 le plus récent est mis en service en 1971. Les dernières extensions de systèmes ROTARY 7B1 déjà installés auparavant ont été commandées en septembre 1978.

###### R6 N2 (normalisé type 2)
Commutateur dont l'ensemble des enregistreurs n'utilise que deux traducteurs séparés et à relais, il est issu des évolutions du L43, mis en service en France dès 1958 à Poitiers et Boulogne, par la CGCT et par l'AOIP. Le ROTATIF 1926 N2 le plus récent est mis en service en 1962. Les dernières extensions de systèmes R6 déjà installés auparavant ont été commandées en octobre 1978, pour équiper des départements où le plan de numérotation ne dépassait pas six chiffres.

##### Les commutateurs électromécaniques à barres croisées - type crossbar[1]
Ensuite les commutateurs ont adopté la nouvelle technologie de matrices de contacts à barres croisées (crossbar) consistant en des mouvements de faible amplitude de deux jeux de barres rectangulaires, chaque jeu étant croisé l’un par rapport à l’autre à angle droit, et chaque barre étant commandée par un relais. Grâce à cette technologie, sont constitués ainsi de nouveaux types de sélecteurs de taille fortement réduite, comparés à la génération précédente à organes tournants et moins coûteux que leurs prédécesseurs, aussi bien pour la fabrication que pour la maintenance. L'invention de l'organe MULTISÉLECTEUR électromécanique place les commutateurs de type rotatif au rang d'antiquité. De plus, ces nouveaux commutateurs sont tous équipés dès leur première mise en service d’enregistreurs-traducteurs de numérotation. Ils sont cependant aujourd'hui totalement obsolètes. Les derniers commutateurs crossbar de France sont démontés en 1994, avant le changement de plan de numérotation (basculage à 10 chiffres le 18 octobre 1996 à 23H00), car France Télécom renonce finalement à les adapter pour raison de complexité et de coût.
- CENTRAL AUTOMATIQUE TOUT RELAIS, à commutation entièrement effectuée avec des tables de relais, sans organe tournant : le précurseur en France qui préfigure le Crossbar. Fabriqué par la Compagnie Générale de Télégraphie et Téléphonie, mis en service en 1927 à Fontainebleau, capable de gérer jusqu'à 1000 abonnés, qui s'avère ultérieurement trop coûteux et trop complexe à entretenir et à étendre. Il est finalement remplacé en 1943.
- PENTACONTA Système entièrement nouveau, conçu par les sociétés LMT et CGCT, toutes deux filiales françaises de l'américain ITT. La conception de ce système doit beaucoup à l'ingénieur Fernand Gohorel qui supervise l'invention du Multisélecteur à barres croisées. Le radical « Penta » signifie que les abonnés sont regroupés par modules primaires de 50. Il s'avère le système électromécanique pourvu des meilleures capacités d'écoulement du trafic ; il est retenu pour les très grandes villes françaises pour cette raison, ainsi que pour les centres de transit interurbains de nouvelle génération. Chaque commutateur PENTACONTA, bien qu'électromécanique, possède quelle que soit son importance une chaîne d'enregistrement des incidents dont le rôle est d'éditer automatiquement une carte perforée qui détaille le défaut, chaque fois que le système constate une faute de fonctionnement ; progrès remarquable pour l'époque où les microprocesseurs ne sont pas encore inventés. Nous pouvons facilement reconnaître un commutateur PENTACONTA, par ses éléments sélecteurs de base qui comportent toujours de manière apparente 14 barres horizontales. Nous parlons d'ESL pour Équipements de Sélection de Ligne d'abonné pour un PENTACONTA utilisé en commutateur d'abonnés, et d'ESG pour Équipements de Sélection de Groupe pour un PENTACONTA utilisé en centre de transit intercentraux. 289 commutateurs PENTACONTA sont mis en service en France. Le dernier commutateur électromécanique de type PENTACONTA est commandé en France en juin 1978, et les dernières extensions sont commandées en juin 1979. Le dernier commutateur PENTACONTA d’Île-de-France, celui de Paris-Brune Chaîne Jeux est démonté le dernier trimestre 1994 et le dernier commutateur PENTACONTA de France, est démonté à Givors le 6 décembre 1994.
  - PENTACONTA type 500 (Multisélecteur à 500 points de sortie au niveau des ESL), concernant la France, il est implanté pour la première fois à Melun le 23 juillet 1955. Ce système est capable de gérer jusqu'à 17.000 abonnés.
  - PENTACONTA type 1000 A (Multisélecteur à 1040 points de sortie au niveau des ESL) dont le premier exemplaire est mis en service à Albi en 1959.
  - PENTACONTA type 1000 B (Multisélecteur à 1040 points de sortie au niveau des éléments ESL et à 1040 points de sortie au niveau des ESG), développé dans les années soixante, pour permettre de traiter jusqu'à 50.000 abonnés ou circuits par cœur de chaîne et pourvoir Paris et les très grandes villes françaises. Paris en est équipé dès le 21 janvier 1964.
    - PENTACONTA CT4 (Centre de Transit 4 fils). Apparu en 1966, fait partie de la nouvelle génération d'autocommutateurs de transit interurbains construite à partir du matériel Pentaconta, mais à commutation sur 4 fils (au lieu de 2 fils). 11 commutateurs PENTACONTA CT4 ont été déployés en France.
    - NGC (Nodal de Grande Capacité), de la nouvelle génération d'autocommutateurs interurbains, est construit à partir du matériel Pentaconta à commutation sur 2 fils. Le premier des 5 commutateurs NGC est mis en service en février 1972 en France, à Lyon. Les NGC sont, avant les évolutions ultérieures, équipés de Traducteurs Quasi Électroniques (matrices à diodes et transistor - en totalité abandonnés dès 1975, pour être remplacés par des Traducteurs Impulsionnels à Tores encore plus rapides à commuter). Le NGC de Paris St-Lambert est le premier à être équipé des nouveaux Traducteurs Impulsionnels à Tores dès sa mise en service le 3 juin 1972.

  - PENTACONTA type 1000 C (Multisélecteur à 1040 points de sortie au niveau des ESG). Conçu en 1965 aux États-Unis. Utilisé en France pour les GCI (Grand Centre de communication Interurbain) de la nouvelle génération d'autocommutateurs interurbains destinés à remplacer la génération à organes tournants, mais à commutation sur 4 fils, avec même sélecteur mais mise en œuvre différente pour un écoulement du trafic encore amélioré. Le premier des 32 commutateurs GCI est mis en service en décembre 1973 en France, à Marseille. Ils sont équipés de Traducteurs à Programme Câblé, dérivés des Traducteurs Impulsionnels à Tores, mais plus adaptés au type de structure des GCI. Avec les débuts de l'informatique, certains GCI sont ensuite équipés dès 1974 de Traducteurs à Programme Enregistré, et d'une interface homme-machine informatique primitive comme celui de Marseille St Mauront. D'ailleurs, les TPE ont vocation à remplacer rétroactivement les autres types de traducteurs sur les pentaconta et autres CP400 appelés à ne pas être remplacés rapidement par du matériel de future génération. Il s'agit d'un nouveau type de Pentaconta très évolué pour l'époque qui commence à devenir substantiellement électronique par la création des Unités de Commande Électroniques en remplacement des Unités de Commande Électromécaniques initiales.
  - PENTACONTA type 2000 (Multisélecteur à 2080 points de sortie au niveau des ESG). Il est aussi bien utilisé en commutateur d’abonnés de grande capacité (50.000 lignes) qu’en CTU (Centre de Transit Urbain), essentiellement pour Paris puis Lyon en 21 exemplaires. Il est construit à partir du matériel Pentaconta à commutation sur 2 fils. Le premier CTU est inauguré en 1968 à Paris. Ce Pentaconta accorde une grande part à l'électronique et sera l'objet d'évolutions, y compris informatiques. Le Pentaconta 2000 dispose d'une interface homme-machine par clavier et console informatique primitive. Comme le type précédent, le Pentaconta 2000 est très évolué pour l'époque par l'innovation des Unités de Commande Électroniques en remplacement des Unités de Commande Électromécaniques initiales. Il est mis en service afin de dégorger le trafic dans les très grandes villes françaises, en attendant l'arrivée des centres de transit électroniques spatiaux et temporels prévus les années suivantes.
- CP400, (nom complet : CROSSBAR pour PARIS ou CROSSBAR PARISIEN 400) est initialement prévu pour équiper Paris et la 1re couronne. Un prototype à commande centralisée mis en place en France dès le 31 mars 1956 à Beauvais, est issu de la Société Française des Téléphones Ericsson de Colombes. Les CP400 sont pourvus de 400 points de sortie au niveau des Éléments de Sélection de Ligne d'abonné et/ou des Éléments de Sélection de Groupe. Bien que le Directeur Général des Télécommunications de cette époque, Jean Rouvière bataille pour ne pas retenir ce nouveau type de commutateur téléphonique moins performant que le PENTACONTA. Il doit cependant s'incliner en 1957, pour raison économique : le CP400 étant moins coûteux. Finalement, et malgré sa dénomination initiale, le CROSSBAR PARISIEN 400 sera massivement retenu pour équiper les villes moyennes de province… Après une série de différentes versions, il faut attendre l’année 1973 pour que des commutateurs d’abonnés CP400 soient enfin installés dans Paris intra-muros après réalisation des adaptations nécessaires. Le dernier commutateur de type CP400 est commandé en avril 1979 et les dernières extensions sont commandées en novembre 1979 en CP400. Le dernier CP400 de France est démonté à Langon en 1994. Nous pouvons facilement reconnaître un commutateur CP400, par ses éléments sélecteurs de base qui comportent toujours de manière apparente 6 barres horizontales pour 10 barres verticales.
  - CP400-PÉRIGUEUX. S'ensuit la présérie de 5 commutateurs CP400-Type PÉRIGUEUX améliorés, installée dès 1960 à Périgueux.
  - CP400-ANGOULÊME. Arrive la première série de production en masse encore améliorée de 115 commutateurs de ce nouveau type en 1962 avec le premier d'entre eux installé à Angoulême. Leur capacité peut atteindre 10.000 abonnés. Les commutateurs CP400-ANGOULÊME sont déployés jusqu’en 1970.
  - CP400-BRIE-COMTE-ROBERT. Prototype révolutionnaire mis au point par le prolifique ingénieur des télécommunications A. de Villelongue et ouvert en 1967, il s'agit du premier commutateur à signalisation intercentre à Multi Fréquences, au lieu de la signalisation par impulsions décimales jusqu'alors utilisée. Gain de temps dans l'acheminement et fiabilisation accrus des communications, notamment longue distance, avec augmentation de l'écoulement du trafic. Tous les CP400 précédemment installés sont rétroactivement convertis à cette nouvelle signalisation, ainsi que les Pentaconta. Le dernier CP400 est démonté à Langon en 1994.
  - CP400-BOURGES. En 1968, la mise au point d'un nouveau prototype installé à Bourges voit le jour d’une capacité de 8.000 abonnés destiné aux petites villes.
  - CP400-TROYES. Puis en 1969, une nouvelle série encore améliorée de 22 commutateurs CP400-Type TROYES dont le premier est installé à Troyes. Leur capacité peut atteindre 20.000 abonnés. Les commutateurs CP400-TROYES sont déployés jusqu’en 1970.
  - CP400-AJACCIO. En 1969 également, une nouvelle série avec d'autres améliorations issues du CP400-BOURGES voit le jour à destination des villes moyennes. Au moins 29 commutateurs de ce type sont ainsi déployés au 1er janvier 1972.
  - CP400-CT4 (Centre de Transit 4 fils). Apparu également en 1969 en premier à Grenoble et Tours, fait partie de la nouvelle génération d'autocommutateurs de transit interurbains construite à partir du matériel CP400, mais à commutation sur 4 fils. 24 commutateurs CP400-CT4 ont été déployés en France.
  - CP400-CUPIDON (Centre Universel Pour l’Interurbain Dans l'Organisation Nouvelle puis Centre Universel Permettant l’Interconnexion Dans une Organisation Nouvelle). Puis arrive en 1970 la nouvelle version CP400-CUPIDON encore améliorée à partir des perfectionnements des types ANGOULÊME et TROYES, avec de meilleures capacités de souplesse et d’écoulement de trafic. Leur capacité peut atteindre 30.000 abonnés. Arrivée très retardée par la mort brutale de l'ingénieur Albert de Villelongue en août 1967. 415 commutateurs CP400-CUPIDON sont installés en France.
  - CP400-POISSY. Enfin, dès 1972, une nouvelle série améliorée est inaugurée à Poissy, dénommée CP400-POISSY, directement dérivée du CP400-CUPIDON et qui est l'ultime perfectionnement, en France de ce système suédois, avec l'adjonction d'un étage supplémentaire d'Aiguilleurs. Le CP400-POISSY permet de prendre en charge jusqu'à 40.000 abonnés voire 50.000 par cœur de chaîne à l’aide de certaines extensions supplémentaires. Il est pourvu de Traducteurs À Tores (magnétiques), qui permettent de traduire jusqu'à 1000 directions différentes. Ces nouveaux traducteurs sont même généralisés rétroactivement sur les CP400 précédents ainsi que les PENTACONTA, et même sur certains ROTARY encore en service en 1972. 322 commutateurs CP400-POISSY sont installés en France.
- CP100, (nom complet : CROSSBAR pour PARIS ou CROSSBAR PARISIEN 100) est un autocommutateur simplifié, de taille réduite, dérivé directement du CP400 conçu à l’origine pour une capacité maximale de 3.000 abonnés. En raison de son coût réduit, il est utilisé pour automatiser les campagnes et les très petites villes de France en version typique de 400 abonnés, ainsi qu’à remplacer les autocommutateurs SRCT vieillissants. Ils sont déployés massivement en France à partir de 1964.

##### Les commutateurs électroniques de type spatial
Arrivent les commutateurs à calculateur électronique central (mais dont la transmission des conversations dans le réseau de connexions demeure maintenue sous forme analogique, par un courant modulé à la fréquence de la voix de chaque interlocuteur, en mobilisant pour chaque conversation en cours et pendant toute sa durée, l’emploi d’une liaison physique de bout en bout via le réseau de transmission des télécommunications par multiplexage analogique). Le principe de base du commutateur de type spatial est de centraliser toutes les fonctions dans un seul ensemble calculateur électronique à programmes enregistrés. Ils sont le lien entre les systèmes électromécaniques et les systèmes entièrement électroniques dits temporels ; ces systèmes, du type spatial, sont en réalité semi-électroniques.
Ces commutateurs permettent à moindre coût et sans nécessiter de mises au point pointues nécessaires aux commutateurs temporels alors encore en développement, de combler rapidement le retard criant du téléphone en France, même s'ils sont moins perfectionnés que les commutateurs temporels. Ils sont aujourd'hui entièrement désinstallés en France depuis la fin de l'année 2000, d'une part à cause de l'usure des parties non électroniques dégradant leur fiabilité sous le poids des années de service et d'autre part ne supportant pas le nouveau service Présentation de l'Identité du Demandeur (PID) mis en service en France le 1er septembre 1997.
Concernant les prototypes : 
- SOCRATE (nom complet : Système Organique de Commutation Rapide Automatique à Traitement Électronique) est mis en service avec succès en France en 1964 à Lannion. Afin d’éviter les pertes de signal, le réseau de connexion est construit à partir de simples multisélecteurs électromécaniques crossbar de type CP400. Il est équipé de plusieurs calculateurs périphériques dénommés « multienregistreurs » qui constituent de fait un commutateur décentralisé. Il s’agit de l’invention du principe de partage de charge de calcul dans plusieurs organes décentralisés, qui sera ultérieurement adopté dans tous les commutateurs de type temporel, principe qui permet d’assurer la fiabilité du système grâce à la redondance des organes de calculs. Il fonctionna jusqu'en 1972.
- ARISTOTE (nom complet : Autocommutateur Réalisant Intégralement et Systématiquement Toutes les Opérations de Téléphonie Électronique) est mis en service avec succès en France en 1965 à Lannion. Il est équipé d’un calculateur central unique, mais de plusieurs calculateurs périphériques nommés « explorateurs ». La matrice de commutation, même si elle demeure analogique, est désormais équipée de points de jonctions de commutation entièrement transistorisés ; donc sans pièces mobiles. L’inconvénient de ce premier prototype est qu’il y a dispersion et affaiblissement des signaux analogiques de conversation, ce qui nécessite de rajouter des circuits d’amplification électroniques supplémentaires et complique le système. Ce prototype fonctionne toutefois jusqu'en 1969.
- PERICLÈS (nom complet : Prototype Expérimental Réalisé Industriellement d’un Commutateur Logique Électronique Séquentiel) est mis en service avec succès en France en 1970 à Clamart-Michelet pour une capacité de 800 abonnés, puis à Maisons-Laffitte en 1971. Ce système est équipé de deux calculateurs électroniques fonctionnant en partage de charge. Désormais, le réseau de connexion est construit à partir de relais à tiges et contacts scellés, ce qui présente une miniaturisation par rapport aux matrices à barres croisées.
- E11 de la LMT est issu des trois prototypes. Il est mis en service pour la première fois en France à Athis-Mons en 1976. Un second E11 est installé dans en 1977 à Marseille (Prado). Ils permettent le raccordement de 60.000 abonnés. Seuls deux commutateurs de ce modèle sont installés en France. Ils sont pourvus de relais à tige et contacts scellés. À partir du commutateur E11, les commutateurs électroniques de type spatial sont capables d'accepter la numérotation depuis l'abonné de départ en fréquences vocales (DTMF) en plus d'accepter la numérotation à impulsions décimales en vigueur en France depuis 1913.

Concernant les types adoptés officiellement en Conseil restreint le 13 mai 1976 par le Président de la République Valéry Giscard d'Estaing en présence du Secrétaire d'État aux Postes et Télécommunications Norbert Ségard :
- MÉTACONTA 11F des sociétés françaises CGCT et LMT commandé dès 1976. Il est équipé du nouveau MINISÉLECTEUR miniaturisé à contacts de type MÉTABAR (16 lignes sur 16 niveaux) implanté sur circuit imprimé conçu initialement pour le prototype MÉTACONTA 11A de la CGCT. À noter l’existence en France de 2 commutateurs MÉTACONTA 11A utilisés à Paris et à Reims en Centres de Transit Internationaux. LE 11F reprend la partie électronique du calculateur central du prototype E11 de la LMT. La mise en service planifiée en France dès 1978 à Paris, Lyon et Marseille, n'est effective qu'en septembre 1979, en premier à Clamart au central Paris-Michelet ; Lyon suit en octobre 1979. Ce système est capable de gérer 64 000 abonnés par cœur de chaîne. 115 commutateurs MÉTACONTA 11F sont installés en France. Le MÉTACONTA 11F le plus récent est mis en service en 1985. Le démontage des commutateurs MÉTACONTA 11F a commencé en 1994. Le dernier est démonté à la fin de 2000.
- AXE de 1re génération (nom complet : Automatic eXchange Electric) de la société Ericsson, équipés de matrices de base à points de croisements constituées de relais à tige et contacts scellés ; soit pour une matrice de base enfichable : 64 relais par carte à circuit imprimé (8 entrées X 8 sorties). Les cartes peuvent être combinées entre elles suivant options de programmation pour obtenir des ensembles sélecteurs de 256, 384, 512 ou 768 sorties. Le premier AXE est mis en service en Suède, à Södertälje en 1976. En France, il est commandé début 1978 et installé en premier à la fin 1978, à Orléans. Ce système est capable de gérer 30.000 abonnés par cœur de chaîne. Le AXE le plus récent est mis en service en 1980. Le démontage des commutateurs AXE a commencé en 1993. Le dernier est démonté en 1998.

##### Les commutateurs électroniques de type temporel
Puis arrivent les commutateurs entièrement électroniques qui constituent la vraie révolution dans les télécommunications modernes. Faisant suite au salon international Intelcom 77 qui se déroule à Atlanta du 9 au 14 octobre 1977, il est décidé que seuls des systèmes temporels seront désormais conçus à l'avenir en France. Les principes de base des commutateurs de type temporel sont de répartir les fonctions du système dans plusieurs calculateurs (par exemple, le partage de charge se fait entre le multienregistreur, le taxeur et le traducteur dans le cas de la famille E10) et de coder numériquement par échantillonnage les conversations vocales et d’assurer leur acheminement via un nouveau système de transmission et de multiplexage entièrement numérique développé à la même époque : le système MIC (Modulation par Impulsion et Codage) qui permet d’accroître la capacité d’écoulement du trafic:
- PLATON : Premier essai de mise en service temporaire du premier commutateur temporel au monde (Prototype Lannionnais d'Autocommutateur Temporel à Organisation Numérique), en France, à Perros-Guirec en janvier 1970. Le basculement définitif des abonnés sur ce nouveau commutateur est effectif le 13 mars 1970. PLATON est capable de gérer 800 abonnés. Ce système est inventé par les ingénieurs des télécommunications du CNET, implanté depuis 1963 à Lannion, sous la houlette de Louis-Joseph Libois, leur directeur[4]. À partir du commutateur PLATON, les commutateurs électroniques de type temporel sont capables d'accepter la numérotation depuis l'abonné de départ en fréquences vocales (DTMF) en plus d'accepter la numérotation à impulsions décimales en vigueur en France depuis 1913.
- La famille 1000 : Incluant deux grandes familles : 1000-E10 et 1000-MT de la société française Alcatel qui fait aujourd'hui partie du groupe franco-américain Alcatel-Lucent.

Les commutateurs E10 Niveau 4 sont la première génération de la famille dite « E10 ». Au tournant des années 1970, les commutateurs des usines Alcatel de Perros-Guirec et de Lannion montrent des performances assez encourageantes pour faire prendre la décision de lancer la fabrication d’une présérie de commutateurs E10 Niveau 4 à Guingamp (avec des centres de production satellites comme Bégard, Pontrieux, Lanvollon, Bourbriac, Callac, Belle-Isle en Terre), mis en service dans la nuit du 24 au 25 mai 1972, et Paimpol (avec des centres satellites comme Bréhat), mis en service dans la nuit du 30 juin au 1er juillet 1972. Les calculateurs 10010, supports des CTI, sont achetés à CIT Transmission puis remplacés par des Mitra 15. En 1973, la cession de licence permet à une usine de Pologne de copier de celle de Convenant Vraz à Tréguier et d'offrir une référence visitée par les clients internationaux. Dès 1974, des réflexions communes avec le CNET identifient un beoin accrû. A la SLE (Société Lannionnaise d’Electronique), François Tallegas et Jean-Baptiste Jacob, tous deux issus du CNET, vont y contribuer. Parallèlement, en 1977, l’Administration française des PTT décide d’ouvrir le marché à la concurrence, qui fait encore de la commutation spatiale et l'entrée sur le marché de la commutation numérique de Thomson CSF Téléphones, l’Administration française souhaitant avoir un concurrent à Alcatel. En 1978, la CIT-Alcatel emploie 1100 personnes à Lannion, où le volume croissant des fabrications provoquent des modifications dans les activités. Les circuits imprimés sont sous-traités désormais à l'établissement CIT de Coutances. Le Mitra (125 puis 225) qui supporte le CTI (fonctions d’exploitation-maintenance) est bientôt obsolète et Alcatel cherche son remplaçant, en préférant avoir la maîtrise du produit de remplacement.
- - Concernant la famille E10, E pour Électronique car 100% électronique, (licence Alcatel époque CGE), dont le prototype est issu du projet PLATON, en France existent les types suivants :
    - E10N3 -E10 Niveau 3- (Dénomination initiale : E10A) Temporel de première génération installé en France à partir de 1972 en commençant par Guingamp, permet de gérer de 8.000 à 30.000 abonnés par cœur de chaîne. 170 commutateurs E10N3 sont installés en France. Le commutateur E10N3 le plus récent est mis en service en 1980, et le dernier est démonté fin 1999. Il ne supportait ni le signal d'appel, ni la conversation à trois.
    - E10CTI : les Centres de Transit Temporels Interurbains sont inaugurés en premier dans le monde, en France, à Saint-Brieuc, le 12 mars 1975. Le premier E10CTI de Paris est mis en service le 7 décembre 1976 au centre des Tuileries. Ils sont directement dérivés du E10N3. Ce système est capable de gérer 36.000 circuits de transit par cœur de chaîne. Comme les autres E10N3, ils sont tous obsolètes et démontés.
    - E10N1 -E10 Niveau 1- (Dénomination initiale : E10B). Temporel de seconde génération installé en premier en Chine (Pékin) en 1980, puis dès juillet 1981 en France, à Brest. Le premier commutateur E10N1 de Paris est inauguré par le Directeur Général des Télécommunications Jacques Dondoux le 21 décembre 1983 au centre téléphonique de Raspail. Ce système est capable de gérer 45.000 abonnés par cœur de chaîne. 416 commutateurs E10N1 sont installés en France. Le commutateur E10N1 le plus récent est mis en service en 1991. Les dernières extensions de commutateurs E10N1 existants sont commandées en 1995. Le dernier E10N1 est démonté fin 2002.
    - E10.S ou E10.5 (S = Satellite / 5 = 5e génération) est un système développé et mis au point dans les centres de R&D de CIT-Alcatel, à Vélizy en Région Parisienne. Dans ce contexte au début des années 1980 est créé au sein de CIT-Alcatel à Vélizy le Groupe spécial GPS (Groupe Petit Système) sous la Direction de M.Renaud. Profitant des évolutions mises au point dans le cadre du développement des systèmes E10 précédents ainsi que du système E12 en fin de développement, le E10.S / E10.5 met en œuvre de nombreux nouveaux concepts et technologies : circuits imprimés multi-couches, système de commande générale répartie en Unités de Commandes organisées en réseau, première vraie utilisation de la gamme de micro-processeurs banalisés Intel 8080, puis 8086, puis 80286 (avec une forte implication des concepteurs américains du Personal Computer), réseau série, à haut débit, en boucle ouverte d'interconnexion temporelle des éléments processeurs (RIT) permettant de s'affranchir des aléas de fonctionnement des réseaux de type « token ring », système modulable et extensible, fonctionnement en mode dégradé sans blocage de ressources, premières utilisations de la norme de signalisation CCITT N°7, fonctionnement en environnement non climatisé, concept innovant d'architecture logicielle en « Machines Logiques », utilisation maximisée des processeurs en tranche précurseurs des futurs DSP temps réel, procédures simplifiées d'installation et d'exploitation... Initialement prévu comme le système à autonomie d'acheminement de remplacement des commutateurs téléphoniques ruraux (CP100 et sa variante simplifiée qui n'est pas à autonomie d'acheminement : le Socotel S1) sur le territoire français, il se révèle rapidement, compte tenu de son architecture répartie et modulable, un système multi-applications correspondant aux nombreux nouveaux besoins des Télécommunications du début des années 1980 suivants :
      - Centre Satellite d'Attachement d'Abonnés (CCA) (France, Rwanda),
      - Centre rural d'Attachement d'abonnés à autonomie d'acheminement (USA),
      - Centre de Transit (CT) (Développé à Lannion),
      - Concentrateur de Terminaux Annuaire (CTA / Minitel : annuaire électronique),
      - Réseau terrestre de transmission de données à haut débit basé sur les premiers satellites de télécoms « Télécom 1 »,
      - Point d'accès Vidéotex (PAVI / Minitel : Teletel) (France, Italie),
      - Projet européen de réseau de téléphonie mobile analogique (Corpac),
      - Système de téléphonie mobile analogique Nokia (Sous licence / Notamment utilisé lors de la création du réseau « Ligne SFR » en France),
      - Système de gestion du réseau de lignes spécialisées (LS / Projet NOSTRADAMUS),
      - Réseau terrestre de transmission de données à haut débit basé sur les premiers satellites de télécommunications « Télécom 1 ». Environ 850 commutateurs E10.S / E10.5 ont été produits. Les premiers sont respectivement mis en service commercial en 1983, sur le site France-Télécom de « Longchamp » à Suresnes pour l'Annuaire Électronique (CTA) et sur le site de Tuileries à Paris pour l'accès aux services Videotex (PAVI). Bien que ce système reprenant les meilleurs acquis et se projetant sur les technologies à venir n'ait pas été un succès pour CIT-Alcatel, il reste une référence française même s'il a d'abord souffert de lacunes dans son ingénierie. La fusion entre CIT et ITT intervenue en 1986 entraîne la cessation de son déploiement. En France, les derniers commutateurs E10.S / E10.5 sont désactivés le 30 juin 2012 à l'arrêt de l'annuaire électronique et des services Télétel.

    - E10B3, issu du E10B, Temporel de troisième génération. Pour la France, le premier E10B3 est mis en service à Brest le 6 novembre 1991. 183 commutateurs E10B3 sont mis en service en France. Ce système très robuste, pourvu de nouveaux organes de connexion et de commande est capable de gérer 200.000 abonnés par cœur de chaîne. Il est également utilisé comme commutateur de transit. Le premier commutateur E10B3 à être démonté est celui de Nice-Carras le 30 mars 2010. Il reste encore largement déployé en France en 2014.
    - E10B3/CTN3G est un E10B3 utilisé en Centre de Transit National. 7 commutateurs E10B3/CTN3G sont mis en service en France ; ils sont toujours en activité en 2014.

  - E12 (licence Alcatel époque CGE) un autre système dérivé aussi du PLATON, Temporel de seconde génération, de capacité double que les E10N3 de la même époque. Est mis en étude à partir de 1972. Chaque commutateur est équipé de deux calculateurs électroniques. Un premier exemplaire prototype est mis en expérimentation à Boulogne en 1975. Après installation de quelques exemplaires de série comme le premier mis en service à Massy en 1981, ce système est brusquement abandonné en 1984 pour raisons économiques par la CIT Alcatel, à la suite de sa fusion avec Thomson Télécommunications intervenue en juillet 1984, pour se recentrer sur les gammes E10 et MT car déjà très implantées et commercialisées dans le monde entier. Seuls 13 commutateurs E12 ont été mis en service en France. La totalité des commutateurs E12 a été démontée avant l'introduction de la nouvelle numérotation téléphonique à 10 chiffres intervenue le 18 octobre 1996.
    - E12 peut être utilisé en commutateur d'abonnés où il est capable de gérer 64.000 abonnés par cœur de chaîne, mais cet usage n’est pas retenu.
    - E12CTI peut être utilisé en Centre de Transit Interurbain (CTI). Ce système est capable de gérer 60.000 circuits de transit par cœur de chaîne.

  - Concernant la famille MT -Matrice Temporelle- (licence Thomson), famille robuste mise en développement à partir de 1977 mais ayant été techniquement très longue mettre au point. Existent les types suivants :
    - MT20, Temporel de seconde génération type à grande capacité d’écoulement de trafic. Prototype installé en France à Aubervilliers en 1981. Premier MT20 de série inauguré en France, à Amiens le 1er juillet 1982 en présence du Ministre des PTT Louis Mexandeau et de 30 autres ministres des PTT du monde entier ; utilisé en centre de transit intercentraux, et à la marge, en centre téléphonique pour les abonnés situés dans leur périmètre voisin. Suit le premier MT20 installé à Paris au centre téléphonique de Bonne-Nouvelle en 1983. Le MT20 le plus récent est mis en service en 1993. 107 commutateurs MT20 sont mis en service en France. Il reste encore déployé en France en 2014. Ce système est capable de gérer 60.000 circuits de transit par cœur de chaîne.
    - MT25, Temporel de seconde génération, robuste mais ayant été très long à mettre au point, installé en France en premier à Paris au centre téléphonique de Philippe-Auguste en 1983 ; système largement utilisé pour les centres téléphoniques d'abonnés, 302 commutateurs MT25 sont installés en France. Le MT25 le plus récent est mis en service en 1993. Les dernières extensions de commutateurs MT25 existants sont commandées en 1995. Ce système est capable de gérer jusqu'à 65.000 abonnés par cœur de chaîne suivant le sous-type du calculateur central. Les MT25 sont équipés soit de cartes de raccordement d'abonnés, de type URA, soit de cartes de type CSN. Les baies équipées de type URA ont été démontées à la fin 2000, étant donné que celles-ci ne supportaient pas l'arrivée de certains nouveaux services comme la Présentation de l'Identité du Demandeur (PID). Les premiers commutateurs MT25 à être démontés le sont en 1998. L’arrêt total d’exploitation des MT25 est prévu pour la fin de 2020.
    - MT35, présenté en 1983, variante modulaire de petite capacité conçue pour les zones à faible densité de population. Chaque module, parfaitement autonome, est un véritable commutateur automatique capable de prendre en charge jusqu'à 1200 abonnés par module en charge typique ; jusqu'à 14 modules pouvant être accouplés ensemble pour constituer un commutateur modulaire capable de gérer jusqu'à 17.000 abonnés. N'est pas déployé en France, mais vendu notamment en Amérique du Sud. Système abandonné en 1985.
    - La famille MT est actuellement, en 2014, en phase de démontage intensif.
- AXE10, Temporel de troisième génération, mis en service en France pour la première fois à la fin de l'année 1990, de la société suédoise Ericsson, ceux fabriqués en France le sont par la société Matra Ericsson Telecommunications. En service dans presque tous les pays du monde, capable de gérer jusqu'à 128.000 abonnés sur un seul cœur de chaîne ! 91 commutateurs AXE10 sont mis en service en France. Le premier d’entre eux est mis en service en décembre 1989 à Chaville. Le commutateur AXE10 le plus récent est mis en service à Brest en août 2002. Le début du retrait des commutateurs AXE10 a commencé le 18 novembre 2008 à Avignon-Le Pontet (à ne pas confondre avec l'AXE spatial mis en service en fin d'année 1978 !).
- AXE TRANSGATE 4/CTI4G, Temporel de troisième génération utilisé en Centre de Transit International de 4e génération (NGN - Next Generation Network), mis en construction d'abord à Paris Pastourelle, le premier commutateur AXE TRANSGATE 4 est mis en service à partir de septembre 1999. La mise en construction initialement prévue en 1999 du CTI4G de Marseille a finalement été annulée. 3 commutateurs AXE TRANSGATE 4 sont installés en France.

#### Taxation à distance (télétaxation et télécomptage)
- Mise en service : depuis la parution du décret no 52-1231 du 13 novembre 1952 remplacé par le décret no 55-53 du 8 janvier 1955, actuellement en vigueur par l’avis NOR : PMEI1314577V paru au journal officiel du 13 juin 2013 et par l’arrêté du 31 octobre 2013 NOR : PMEI1325257A relatifs au service universel, les commutateurs téléphoniques sont également en mesure de retransmettre, via la ligne téléphonique, les impulsions de comptage (facturées et mémorisées par le commutateur au cours de toute conversation payante) de toute ligne téléphonique au domicile des abonnés qui souscrivent au service spécifique de dispositif de renvoi des impulsions de comptage sur un compteur spécial prévu à cet effet. En interne à Orange, ce service est codifié par l’appellation TTX.
- 1er dispositif 50 Hz : techniquement, le commutateur envoie par la ligne téléphonique des impulsions périodiques modulées en mode commun à la fréquence de 50 Hz, via la terre utilisée en 3e fil fantôme. Ce système est également utilisé pour assurer l’encaissement des publiphones à jeton ou à monnaie des classes urbaine et interurbaine, dont une grosse part des travaux relatifs à la taxation à distance et aux appareils à encaissement dans les années 1950 sont dus à l’Ingénieur en chef des télécommunications Jean Briend. De plus, la première impulsion de taxation est dédoublée par une inversion de la polarité de la ligne téléphonique, afin de permettre le fonctionnement des plus anciens types de téléphones à encaissement de monnaie ou de jeton qui font appel à un électro-aimant d’encaissement spécifique. Le procédé 50 Hz bien que devenu marginal, existe toujours : en cas de ligne téléphonique de grande longueur, il est le seul procédé à pouvoir couvrir les longues distances.
- 2e dispositif 12 kHz : à partir 1978 et jusqu'en 1983, pour cause de fraude massive dite fraude au 50Hz, le dispositif à 50 Hz est progressivement remplacé par une modulation d'impulsions périodiques de 12 kHz réalisée entre les deux fils de chaque ligne téléphonique connu depuis sous la dénomination : dispositif de renvoi d’U.T post 83. En plus des publiphones à monnaie ou à jeton, les publiphones à cartes reliés à une ligne analogique utilisent également ce dispositif. La première impulsion de taxation à 12 kHz est également dédoublée par l’inversion de polarité pour permettre le fonctionnement des anciens téléphones à monnaie ou à jetons.
- Implantation : alors que les commutateurs électromécaniques d’abonnés ainsi que ceux électroniques de type spatial nécessitent le rajout d’équipements supplémentaires contigus au commutateur qui nécessitent un câblage intermédiaire supplémentaire au répartiteur d’abonnés lors de la mise en service du dispositif, il est à noter que désormais ces équipements sont totalement intégrés dans les commutateurs électroniques d’abonnés actuellement en service de type temporel tels que les MT25, E10 et AXE10. En revanche, les cartes électroniques du commutateur où sont raccordés ces abonnés ayant souscrit à cette option sont légèrement différentes. Il s’agit d’équipements discriminés.

### Autres pays
Hors de France, notons l'existence des commutateurs de type temporel suivants :
- 1000-S12 de ITT en Belgique qui fait aujourd'hui partie du groupe franco-américain Alcatel-Lucent
- 4ESS (en) et 5ESS (en) des sociétés américaines Western Electric et Bell Labs qui font aujourd'hui partie du groupe franco-américain Alcatel-Lucent
- La famille DMS (en) (DMS-100, DMS-200, DMS-250, DMS-300, DMS-500, DMS-GSP, DMS-MSC, DMS-MTX) de la société canadienne Nortel qui fait maintenant partie de la société américaine Genband (en)
- EWSD (en) mis au point par les entreprises allemandes Siemens AG et Robert Bosch GmbH. Ce système est maintenant un produit de Nokia Siemens Networks.
- NEAX de la société japonaise NEC.
- Marconi System X - Un système britannique qui n'est plus produit, mais est encore très répandu au Royaume-Uni dans le réseau BT
- En dehors d'Europe, le système E10N1 (E10B) est connu sous la dénomination OCB-181 (Organe de Commande type B version 1 microprocesseur 8100) de la famille 1000-E10 du groupe franco-américain Alcatel-Lucent.
- En dehors d'Europe, le système E10B3 est connu sous la dénomination OCB-283 (Organe de Commande type B version 2 microprocesseur 8300) de la famille 1000-E10 du groupe franco-américain Alcatel-Lucent.

Disposition des lettres sur le clavier d'un téléphone moderne en conformité avec les normes de l'UIT.

### Utilisation des chiffres et des lettres

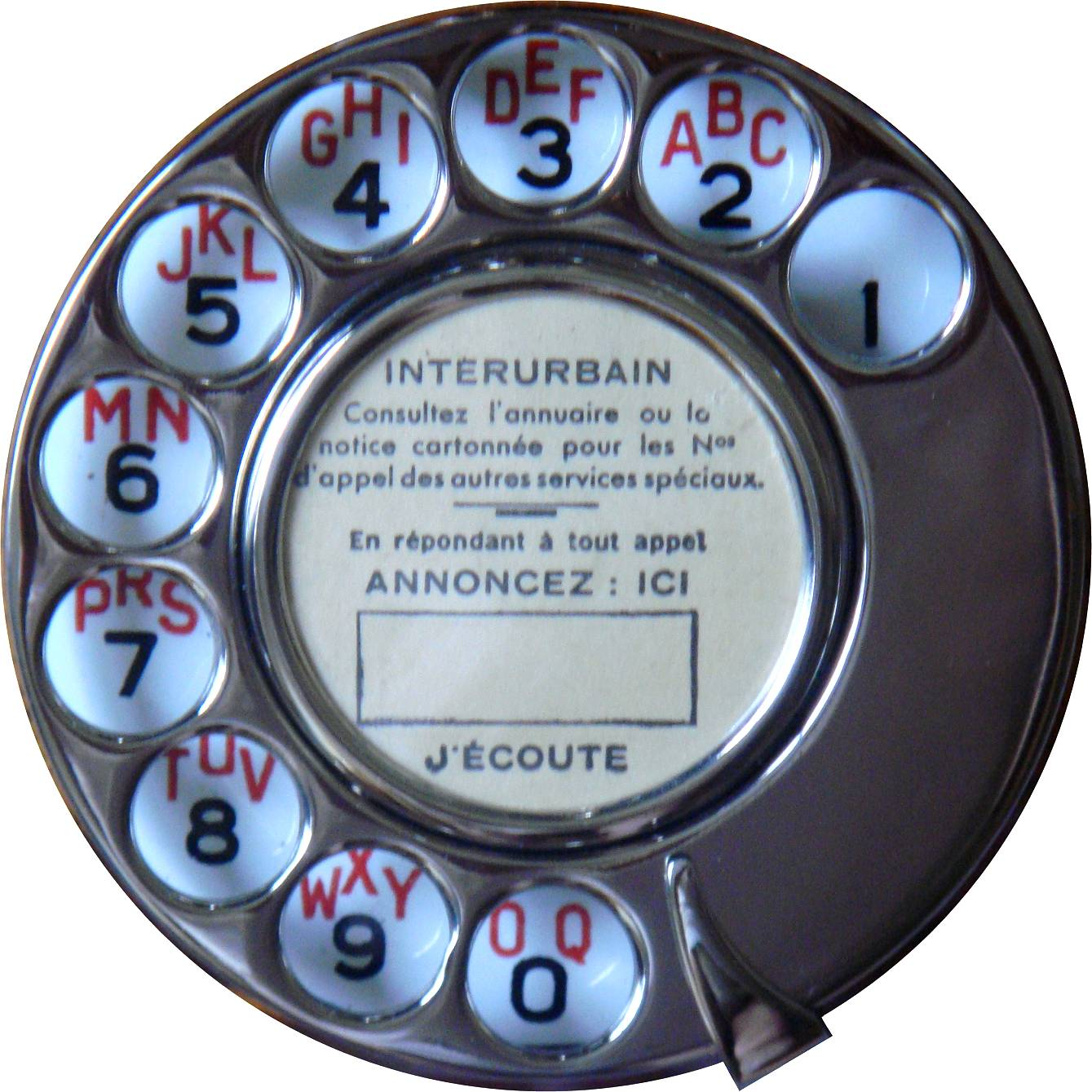
Cadran téléphonique modèle administratif 1927 avec
disque d'appel normalisé en laiton nickelé.

Auparavant, un moyen mnémotechnique permettait, grâce à l'ajout de lettres sous les chiffres du cadran, de composer les trois premiers chiffres selon les trois premières lettres du nom du central : par exemple pour Paris, Danton correspondait à l'indicatif 326 (transcrit D=3, A=2, N=6 sur les lettres correspondant aux chiffres d'un cadran ou d'un clavier) et Odéon à l'indicatif 033 (transcrit O=0, D=3, E=3), tous deux desservant le même quartier de la capitale. De la même manière, au Royaume-Uni, à Londres, Abbey correspondait à l'indicatif 222.
Les téléphones modernes, y compris les téléphones mobiles, ont des lettres sur le clavier en conformité avec les normes de l'UIT, alors que, sur les anciens téléphones produits en France jusqu'en 1990, date de la transformation de l'administration des PTT en exploitant autonome de droit public « France-Télécom » les lettres O et Q puis parfois Z sur les téléphones de la fin des années 1980 étaient placées sur la touche 0 (zéro).
Dans certains pays anglophones, par exemple les États-Unis, le Canada, l'Australie et l'Irlande, ainsi qu'au Québec, les publicités utilisent fréquemment des lettres pour faciliter la mémorisation d'un numéro de téléphone. Ainsi, le numéro 234 945 473 342 peut être signalé en tant que 234 WIKIPEDIA.
Les téléphones aux États-Unis et au Canada ont souvent le mot « OPER » marqué sur la touche zéro. Le code 0 (zéro) est utilisé pour appeler le standardiste sur la plupart des lignes d'Amérique du Nord ou le réceptionniste dans un système de bureau ou à l'hôtel. Certains de ces téléphones entrent dans le circuit commercial européen via le marché gris.
Voir photographie du cadran administratif français des PTT type 1927.

### Performances et caractéristiques des commutateurs
Elles sont déterminées par plusieurs caractéristiques :
- Capacité de raccordement d'abonnés par commutateur : en France suivant les époques, les modèles et le cœur de cible de clientèle recherché, de 100 à 100 000 abonnés. Jusqu'à 10 000 abonnés pour les types rotatifs ; jusqu'à 50 000 abonnés pour les types crossbar ; jusqu'à 65 000 abonnés pour les types électroniques spatiaux ; jusqu'à 100 000 abonnés (limite fixée réglementairement, mais extensible jusqu'à 200 000) pour les types temporels de troisième génération.
- Capacité maximale d'écoulement du trafic : mesurée en erlang à l'aide d'erlangmètres. D'abord très faible, de quelques dizaines d'erlangs à quelques centaines pour les systèmes à organes tournants ; de 500 erlangs jusqu'à 12 000 erlangs pour les centraux de type crossbar ; varie entre 5 000 et 10 000 erlangs pour les types électroniques spatiaux ; s'échelonne de 1 500 erlangs pour les temporels de première génération, entre 2 500 à 4 000 E pour les temporels de seconde génération et jusqu’à 25 000 E pour les temporels de troisième génération.
- Tentatives (réussies) d'appels à l'heure, en pleine charge : par exemple, varient entre 140 000 et 220 000 tentatives pour les types électroniques spatiaux, varient pour les temporels de seconde génération entre 95 000 et 240 000 tentatives réussies par heure, et de 700 000 à 800 000 pour les temporels de troisième génération.

### Sécurité de fonctionnement des commutateurs électroniques
- Dédoublement des organes de calcul : Concernant les commutateurs électroniques et eux seuls, qu’ils soient des types spatiaux ou temporels, il est important de noter que chaque cœur de chaîne d’un commutateur est équipé par sécurité de deux calculateurs strictement identiques nommés A et B. En service normal, ces deux calculateurs fonctionnent ensemble. Il s'agit du « mode duplex ». Les deux calculateurs doivent pouvoir travailler en synchronisme en effectuant les mêmes tâches identiques au même instant, ce qui permet un contrôle par comparaison, ou alors travailler en tandem en se répartissant la charge de travail, ou encore travailler alternativement du calculateur A vers le calculateur B puis du calculateur B vers le calculateur A ; voire, en cas de défaillance avec arrêt total de l’un des deux calculateurs (A ou B), que le calculateur sain puisse reprendre la totalité du trafic jusqu’à ce que le calculateur défaillant puisse être dépanné et redémarré par une équipe de techniciens experts.
- Cas de défaillance partielle du cœur de chaîne : il s’agit d’un incident sérieux. Un cœur de chaîne dont un des deux calculateurs est en arrêt total fonctionne alors en « mode Simplex » mais le service téléphonique demeure assuré « sans marge de réserve ». Une équipe sur place ou de supervision à distance doit en général intervenir au plus vite pour détecter l’origine de l’avarie (panne matérielle ou logicielle) et prendre les mesures au plus vite pour endiguer le défaut ainsi que parvenir à redémarrer le calculateur défaillant.
- Cas de défaillance totale d’un cœur de chaîne : Lorsqu’un calculateur n’est pas volontairement arrêté pour raison de maintenance ou de mise à jour, mais qu’il s’arrête brutalement, il s’agit d’un incident sérieux. Un cœur de chaîne dont les deux calculateurs sont en arrêt total est en « arrêt Duplex », et dans ce cas, plus aucun abonné du commutateur n’est relié au service téléphonique, le commutateur n’est alors même plus en mesure de délivrer aucune tonalité aux abonnés. Dans les cas les plus graves résultant d’une corruption du programme de fonctionnement qui se serait diffusée dans tout le commutateur, le commutateur doit alors être mis dans un premier temps totalement hors tension puis remis sous tension et purgé de sa mémoire dès le redémarrage. Ensuite son programme de fonctionnement doit être à nouveau rechargé en mémoire, ainsi que sa sauvegarde mémorielle ayant précédé le début de la panne majeure, comme par exemple, les données de taxation. Des premiers prototypes jusqu'au début des années 2000, les sauvegardes sont effectuées régulièrement via un volumineux dérouleur de bandes magnétiques à bandes de ½ pouce de largeur sur bobines de 10,5 pouces de diamètre (bandes qu’il fallait charger et interchanger à la main) ; dérouleurs ayant été ensuite progressivement supprimés et remplacés à partir de l'année 2000 par des sauvegardes commandées à distance stockées sur de simples disques durs de micro-ordinateurs extérieurs, pour raison de coût d'exploitation et de simplicité d’organisation.
- Exemple de défaillance majeure d’un réseau téléphonique : lors d’une défaillance de nature logicielle qui survient soit sans raison apparente ou à la suite d'une mise à jour logicielle, l’intégrité de l’ensemble du réseau public des commutateurs d’un pays peut être mise en péril. En effet, une corruption logicielle dans un simple commutateur d’abonnés si elle n’est pas détectée et supprimée à temps, peut via les réseaux de transmissions se propager aux autres commutateurs voisins et ainsi faire tache d’huile. Le 15 janvier 1990 une gigantesque panne téléphonique de l’opérateur principal américain AT&T a perturbé le réseau téléphonique de tous les États-Unis durant 9 heures, en raison d’un bug qui a pris naissance, à la suite d'une mise à jour, dans un seul commutateur et qui s’est propagé à travers tout ce pays en quelques minutes…

## État actuel du parc de commutateurs publics téléphoniques
Dans le réseau public de Orange, c'est-à-dire le Réseau téléphonique commuté (ex-France Télécom et ex-PTT), les derniers commutateurs étaient essentiellement de type temporel de troisième génération. Il s'agissait des systèmes Alcatel-Lucent E10B3 et Ericsson AXE10 en version 100 000 utilisateurs (certains commutateurs de type temporel de seconde génération restant encore en service : des MT20 en tant que commutateurs de transit et des MT25 en tant que commutateurs locaux).
Les derniers commutateurs temporels sont installés en France en 2002. Depuis, ils sont progressivement démontés.
D'autres types de systèmes de commutation sont utilisés ailleurs:
- les systèmes Genband (en) DMS-100 (en) sont majoritaires au Canada.

- les systèmes Nokia Siemens Networks EWSD & Alcatel-Lucent 1000 S12 sont les principaux systèmes utilisés en Allemagne et en Belgique.
- les systèmes Ericsson AXE sont majoritaires en Suède,
- les systèmes Marconi System X (en) et Ericsson AXE sont les principaux systèmes utilisés au Royaume-Uni,
- les systèmes Ericsson AXE (sv) et Alcatel-Lucent 1000 E10 sont les principaux systèmes utilisés en Irlande,
- les systèmes Alcatel-Lucent 4ESS/5ESS et Genband DMS sont les principaux systèmes utilisés aux États-Unis.
- etc.

### La technologie VoIP
En Europe (dont la France), les opérateurs de téléphonie sont en train de transformer leurs réseaux en utilisant la technique VoIP. Cela entraîne le déploiement de nouveaux systèmes de commutateurs logiciels et de routeurs IP. Ceux-ci remplacent la commutation numérique traditionnelle telle que décrite dans cet article.
Les commutateurs téléphoniques dits « numériques » (en anglais « TDM » pour time-division multiplexing) sont en fin de vie.
- Dans de nombreux pays, les opérateurs ont commencé à les remplacer par des réseaux de type NGN (voir Next Generation Network) qui utilisent un plan de transport en mode paquet, aujourd'hui le plus souvent avec une architecture de type pre-« IMS » (basée sur des « softswitches ») et à terme basé sur une architecture normalisée « IMS » IP Multimedia Subsystem.
- De même, les entreprises, remplacent leurs PABX « numériques » par des systèmes IP PABX IP et par des systèmes de communications unifiées.

Dans les réseaux de téléphonie sur IP, la commutation s'effectue en mettant en relation des « end points » qui sont aux frontières du réseau IP support du service. Ces « end points » sont des téléphones, des passerelles (voice gateways) ou des équipements spécialisés dans le traitement de la parole (MCU ou IVR). Le commutateur est mis à contribution pour assurer la gestion de la numérotation (envoi des appels vers les « end points », connexion avec le RTC), pour la mise en œuvre de certains services supplémentaires et pour assurer l'élaboration des éléments de facturation et autoriser l'accès au service aux usagers.